# Ga Đại học Hongik
Ga Đại học Hongik (Tiếng Hàn: 홍대입구역; Hanja: 弘大入口驛) là ga trung chuyển cho Tàu điện ngầm Seoul tuyến 2, Đường sắt sân bay Quốc tế Incheon và Tuyến Gyeongui–Jungang nằm ở Yanghwa-ro, Mapo-gu, Seoul. Trước khi mở cửa, nhà ga có tên là Ga Donggyo (東橋驛), nhưng vì Đại học Hongik ở gần đó nên tên ga hiện tại đã được sử dụng.

## Lịch sử
- 30 tháng 6 năm 1983: Tên ga được quyết định là Ga Donggyo[2]
- 18 tháng 5 năm 1984: Tên ga đổi thành Ga Đại học Hongik[3]
- 22 tháng 5 năm 1984: Việc kinh doanh bắt đầu với việc khai trương đoạn Ga Đại học Quốc gia Seoul ~ Euljiro 1(il)-ga của Tàu điện ngầm Seoul tuyến 2, với 6 lối ra.
- 25 tháng 4 năm 2006: Lối ra 3 và Lối ra 4 đóng cửa (Xây dựng Đường sắt sân bay Quốc tế Incheon)
- Tháng 7 năm 2007: Lắp đặt cửa chắn tại sân ga Tuyến 2
- 29 tháng 12 năm 2010: Đoạn Đường sắt sân bay Quốc tế Incheon giai đoạn 2 (Sân bay Quốc tế Gimpo ~ Seoul) được thông xe (9 lối ra) và trở thành ga trung chuyển.
- 15 tháng 12 năm 2012: Đoạn Tuyến Gyeongui Tuyến Yongsan giai đoạn hai (Digital Media City ~ Gongdeok) được khai trương, lối ra số 6 được mở và trở thành ga trung chuyển cho ba tuyến.
- 27 tháng 12 năm 2014: Dịch vụ tốc hành giữa Ga Munsan ~ Ga Yongmun trên Tuyến Gyeongui–Jungang bắt đầu.

## Bố trí ga

### Tuyến số 2 (B2F)
| Hapjeong ↑               |
| Vòng trong Vòng ngoài \| |
| ↓ Sinchon                |

| Vòng trong | ● Tuyến 2 | ← Hướng đi Sinchon · Tòa thị chính · Sindang · Wangsimni   |
| Vòng ngoài | ● Tuyến 2 | → Hướng đi Hapjeong · Dangsan · Sindorim · Tòa thị chính → |

### Đường sắt sân bay Quốc tế Incheon (B4F)
| ↑ Gongdeok           |
| \| E/B               |
| Digital Media City ↓ |

| Hướng Đông | ● Đường sắt sân bay | ← Hướng đi Gongdeok · Seoul                                                                          |
| Hướng Tây  | ● Đường sắt sân bay | → Hướng đi Digital Media City · Sân bay Quốc tế Gimpo · Gyeyang · Nhà ga 2 sân bay Quốc tế Incheon → |

### Tuyến Gyeongui–Jungang (B1F)
| ↑ Gajwa          |
| １ \| ２         |
| Đại học Sogang ↓ |

| １ | ● Tuyến Gyeongui–Jungang | ← Hướng đi Gajwa · Daegok · Ilsan · Munsan             |
| ２ | ● Tuyến Gyeongui–Jungang | → Hướng đi Gongdeok · Yongsan · Wangsimni · Jipyeong → |

## Xung quanh nhà ga
Khu thương mại xung quanh nhà ga được gọi là Đại học Hongik hoặc Hongdae, và là một trong những khu thương mại lớn ở Seoul. Nơi đây cũng nổi tiếng là nơi quy tụ và biểu diễn của nhiều ban nhạc indie.
| Lối ra \| 나가는 곳 \| Exit \| 出口 | Lối ra \| 나가는 곳 \| Exit \| 出口 |
| ----------------------------------- | --- |
| 1                                   | Seogyo-dong Yanghwa-ro Hướng đi Hapjeong Hướng Mangwon-dong CGV Hongdae Paradise Hotel KQ Entertainment Yeonnam-dong                                                                  |
| 2                                   | Yeonnam-dong KT Chi nhánh Sinchon Viện Thông tin Sáng chế Hàn Quốc |
| 3                                   | Đường rừng Tuyến Gyeongui Trung tâm Cộng đồng Yeonnam-dong Trung tâm An toàn Công cộng Yeonnam Giao lộ Donggyo-dong Hướng Yeonhui-dong Hiệp hội Phúc lợi Xã hội Dongbang Yeonnam-dong |
| 4                                   | Trung tâm mua sắm AK& Ngã ba Donggyo-dong Hướng đi ngã năm Sinchon Học viện Hongdae trường bất động sản Eduwill CGV Yeonnam                                                           |
| 5                                   | Đường rừng Tuyến Gyeongui Trung tâm an toàn công cộng Donggyo Trung tâm thu đổi ngoại tệ của Ngân hàng KB Kookmin                                                                     |
| 6                                   | Phố sách Tuyến Gyeongui Thư viện Kim Dae-jung Hướng đi ngã năm Sinchon |
| 7                                   | Công viên trẻ em Witjandari Phố Hongdae |
| 8                                   | Trường tiểu học Seoul Seogyo Ngã ba Donggyo-dong Lotte Cinema Hongdae |
| 9                                   | FEBC Broadcasting Trung tâm học tập suốt đời Mapo Đại học Hongik Seogyo Prugio APT Apple Store Hongdae Comic World LG Palace                                                          |

## Thay đổi hành khách
| Năm | Số lượng hành khách (người)          | Số lượng hành khách (người)     | Số lượng hành khách (người) | Tổng cộng | Ghi chú |
| Năm | liên kết=Tàu điện ngầm Seoul tuyến 2 | liên kết=Tuyến Gyeongui–Jungang | liên kết=AREX               | Tổng cộng | Ghi chú |
| --- | ------------------------------------ | ------------------------------- | --------------------------- | --------- | ------- |
| 1994 | 62,137                               |                                 |                             |           |         |
| 1995 | 76,097                               |                                 |                             |           |         |
| 1996 | 80,832                               |                                 |                             |           |         |
| 1997 | 69,952                               |                                 |                             |           |         |
| 1998 | 67,725                               |                                 |                             |           |         |
| 1999 | —                                    |                                 |                             |           |         |
| 2000 | 86,991                               |                                 |                             |           |         |
| 2001 | 83,167                               |                                 |                             |           |         |
| 2002 | 83,700                               |                                 |                             |           |         |
| 2003 | 84,996                               |                                 |                             |           |         |
| 2004 | 89,802                               |                                 |                             |           |         |
| 2005 | 93,150                               |                                 |                             |           |         |
| 2006 | 94,625                               |                                 |                             |           |         |
| 2007 | 97,857                               |                                 |                             |           |         |
| 2008 | 104,267                              |                                 |                             |           |         |
| 2009 | 108,044                              |                                 |                             |           |         |
| 2010 | 113,551                              | 6,742                           | 120,293                     | [ 4 ]     |         |
| 2011 | 123,841                              | 11,316                          | 135,157                     |           |         |
| 2012 | 126,995                              | 3,548                           | 16,901                      | 147,444   | [ 5 ]   |
| 2013 | 137,019                              | 4,147                           | 17,537                      | 158,703   |         |
| 2014 | 150,249                              | 5,926                           | 18,890                      | 175,065   |         |
| 2015 | 152,317                              | 11,005                          | 21,402                      | 184,724   | [ 6 ]   |
| 2016 | 159,024                              | 12,040                          | 16,789                      | 187,853   |         |
| 2017 | 162,547                              | 12,466                          | 18,400                      | 193,413   |         |
| 2018 | 165,072                              | 12,443                          | 20,958                      | 198,473   |         |
| 2019 | 167,873                              | 12,378                          | 25,072                      | 205,323   |         |
| 2020 | 95,082                               | 7,465                           | 15,259                      | 117,806   |         |
| 2021 | 92,831                               | 7,522                           | 16,581                      | 116,934   |         |
| 2022 | 118,769                              | 9,377                           | 21,877                      | 150,023   |         |
| 2023 | 140,755                              | 10,507                          | 27,667                      | 178,929   |         |
| Nguồn |                                      |                                 |                             |           |         |
| : Phòng dữ liệu Tổng công ty Vận tải Seoul Phòng dữ liệu thống kê vận tải đường sắt đô thị của Tập đoàn Đường sắt Hàn Quốc : Trung tâm dữ liệu mở Seoul |                                      |                                 |                             |           |         |

## Hình ảnh

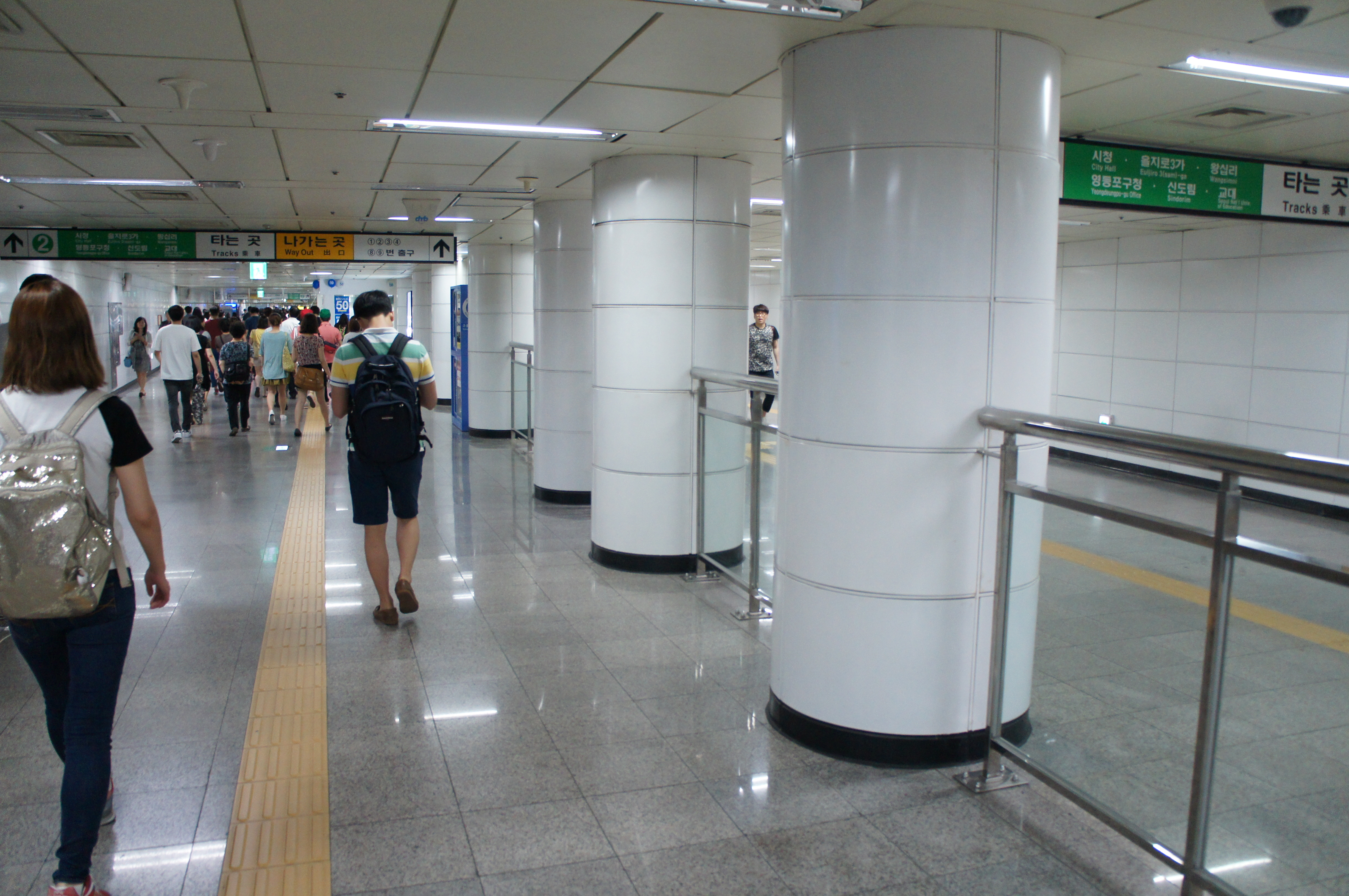
Phòng chờ tuyến 2/lối đi trung chuyển
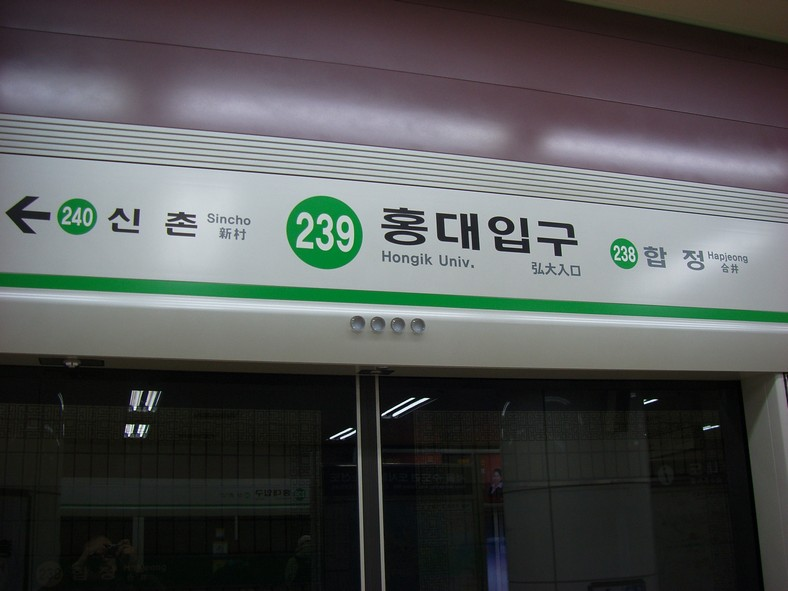
Dấu tên nhà ga ở trên cùng cửa chắn sân ga (Tuyến 2)
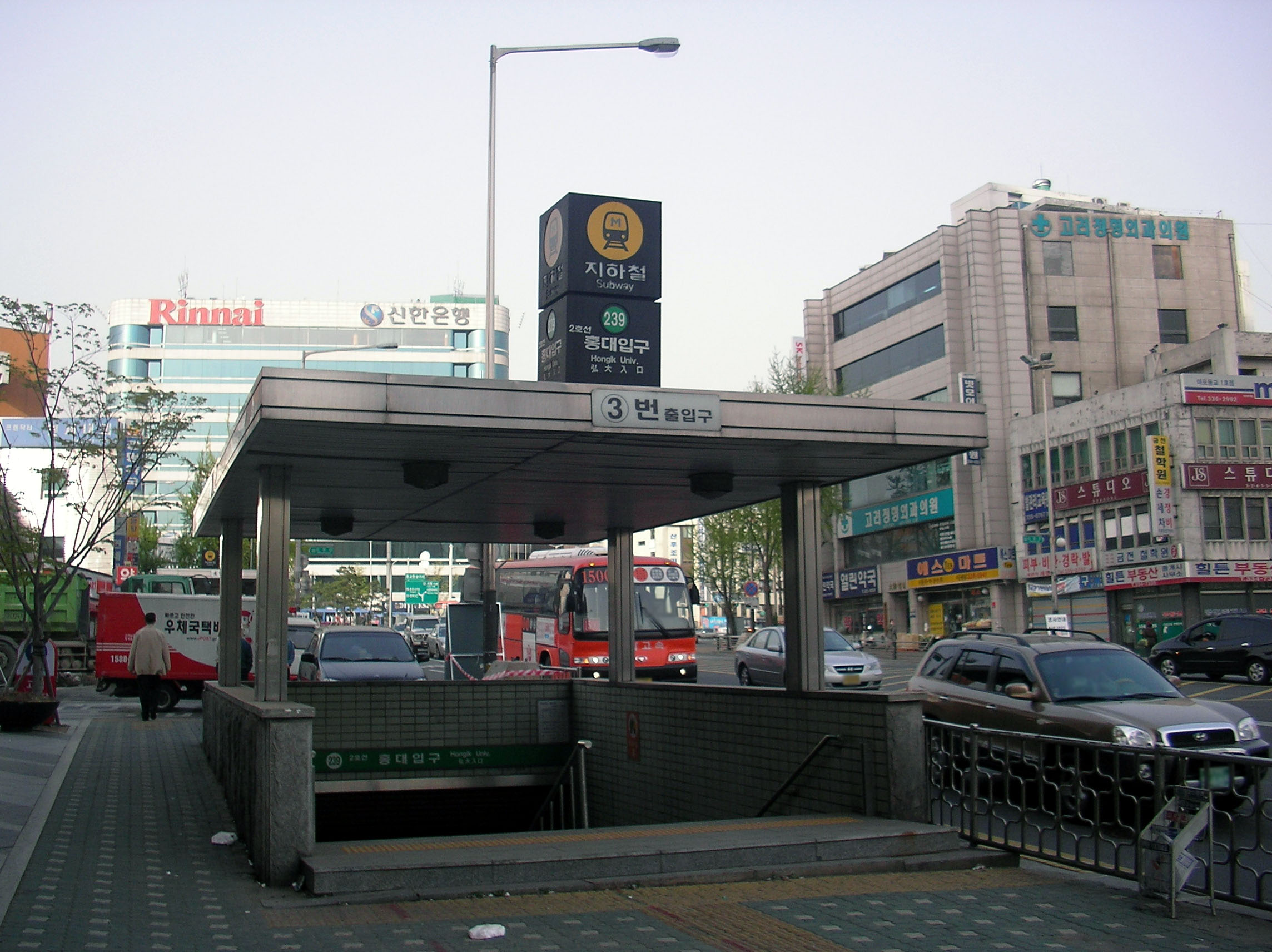
Lối ra cũ 3 (24/04/2006)
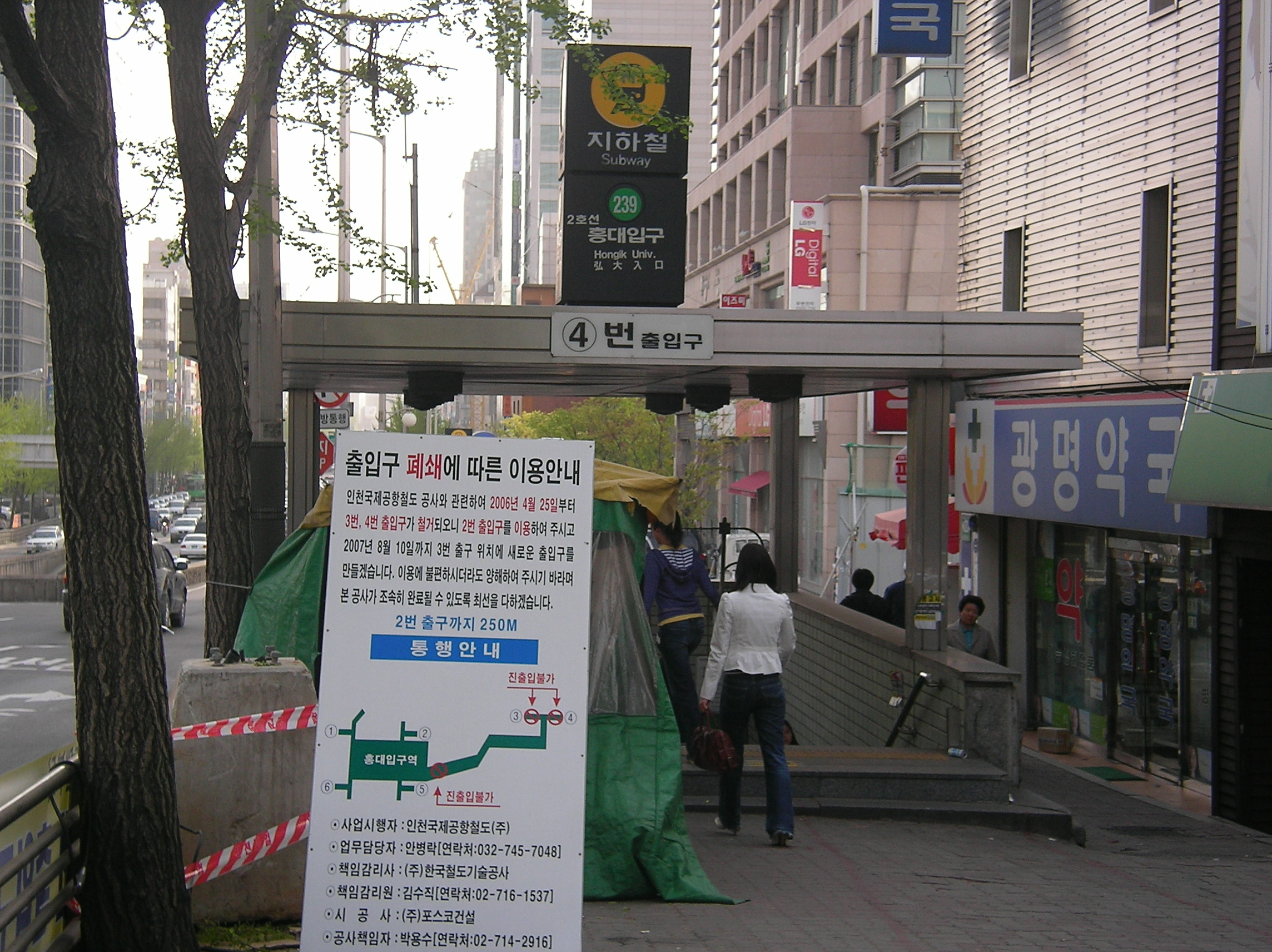
Lối ra cũ 4 (24/04/2006)
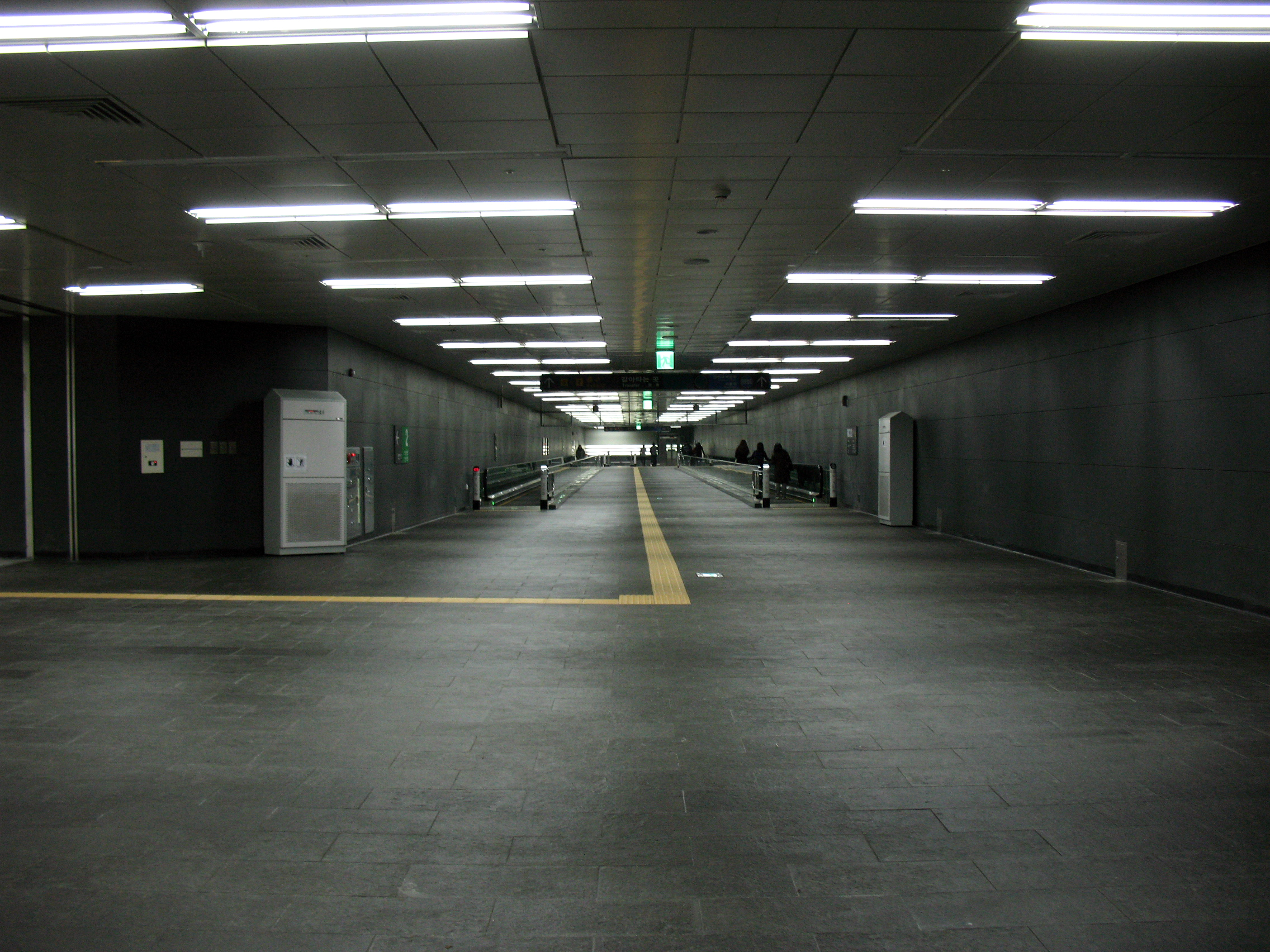
Lối đi chuyển tuyến
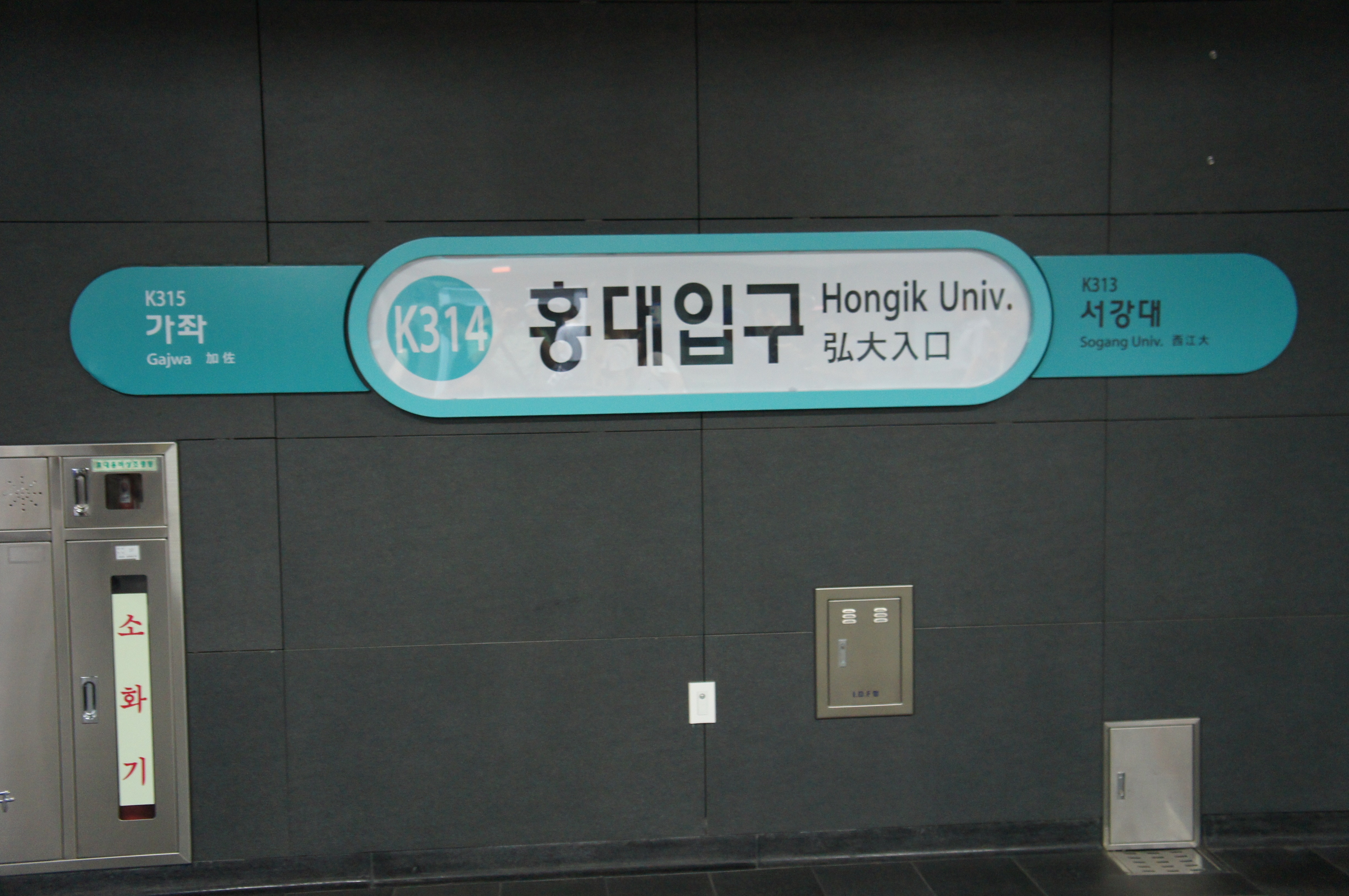
Biển báo ga (Tuyến Gyeongui-Jungang)
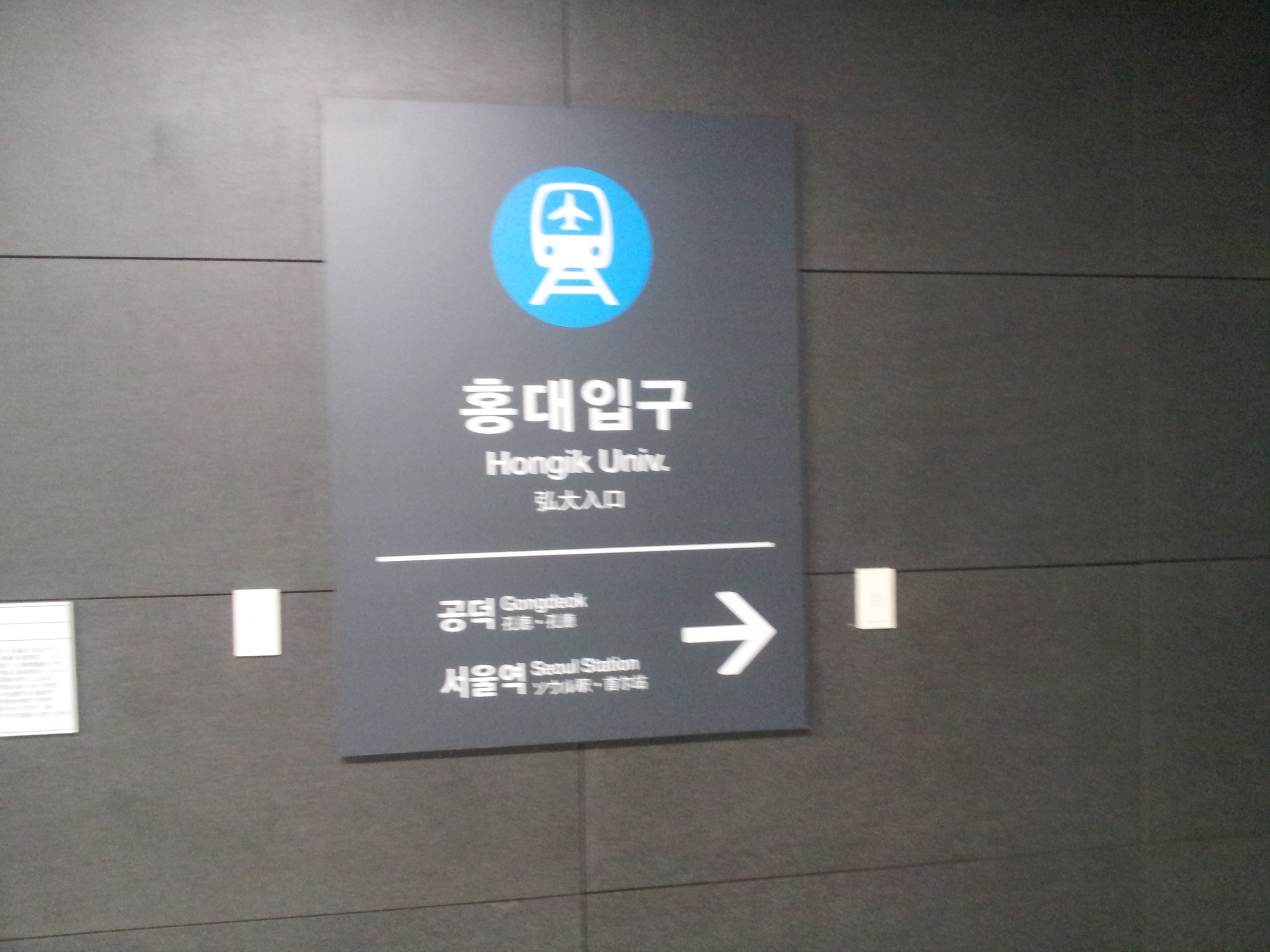
Biển báo ga (AREX)
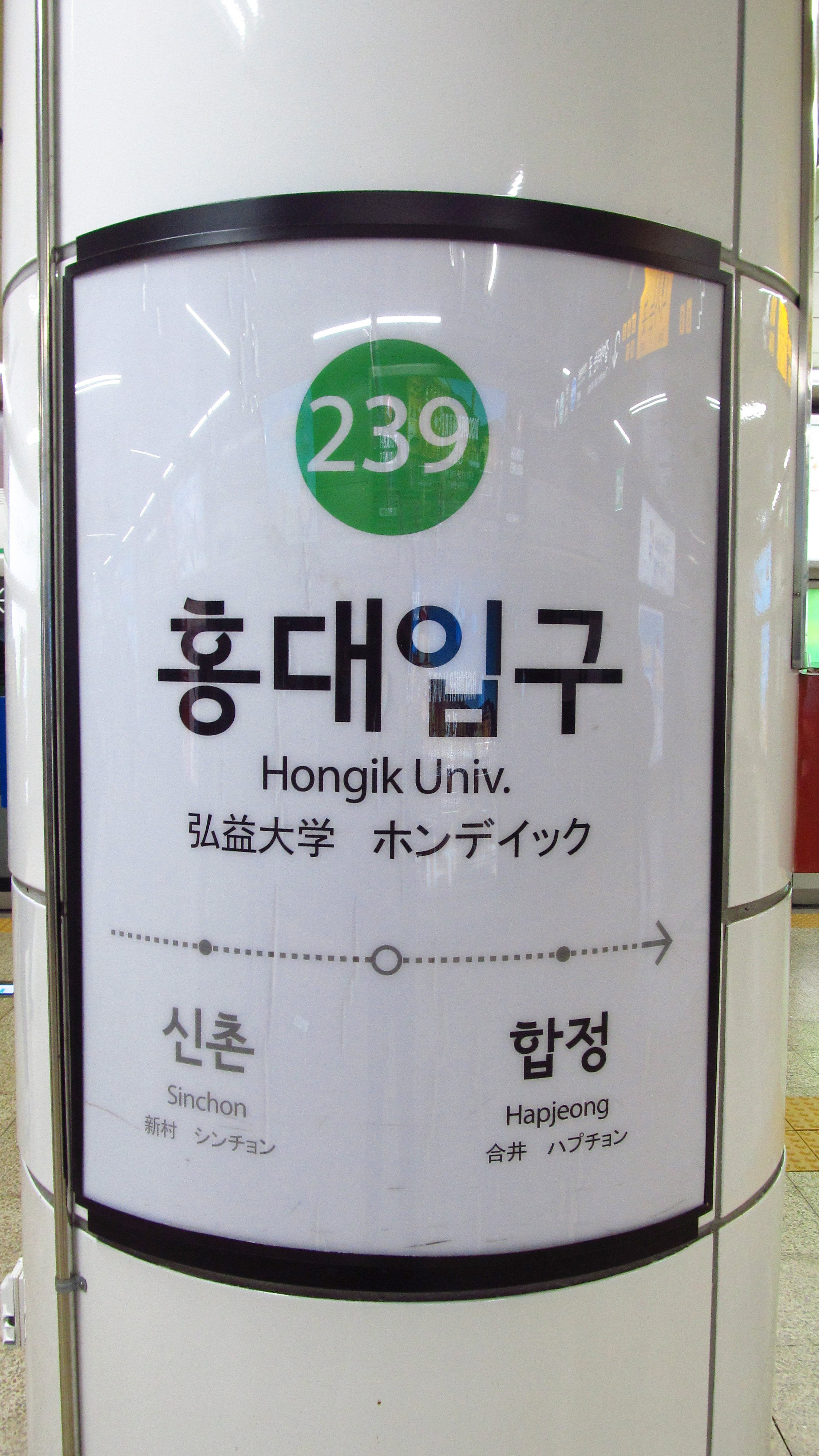
Biển báo ga (Tuyến 2)